# Hemisaga
Hemisaga é um género de insecto da família Tettigoniidae.
Este género contém as seguintes espécies:
- Hemisaga elongata
- Hemisaga lucifer
- Hemisaga vepreculae